# Phaeophilacris picta
Phaeophilacris picta är en insektsart som beskrevs av Lucien Chopard 1969. Phaeophilacris picta ingår i släktet Phaeophilacris och familjen syrsor. Inga underarter finns listade i Catalogue of Life.